# Чарльз Л. Гарнесс
Чарльз Леонард Гарнесс (англ. Charles Leonard Harness; 29 грудня 1915 — 20 вересня 2005) — американський письменник у жанрі наукової фантастики.

## Життєпис
Чарльз Леонард Гарнесс народився 29 грудня 1915 року у Колорадо-Сіті, штат Техас, США. Пізніше переїхав до міста Форт-Верт. Він отримав ступені з хімії та права в Університеті Джорджа Вашингтона та працював патентним повіреним у Коннектикуті та місті Вашингтон з 1947 по 1981. Деякі твори Гарнесса написані на основі його юридичного досвіду.
Чарльз Гарнесс помер 20 вересня 2005 року у віці 89 років у місті Норт-Ньютон, штат Канзас, США..

## Кар'єра
Перша повість Гарнесса «Часова пастка» (англ. Time Trap) (1948) — незвична для першої історії, бо в ній присутні теми, які часто з'являються у творчості Гарнесса, серед яких подорож у часі, мистецтво та переживання героєм квазі-трансцендентного досвіду.
Його перший роман «Політ у вчора» (англ. Flight into Yesterday) став одним з його найвідоміших. Спочатку ця історія була опублікована у формі однойменної повісті у травні 1949 року, яка потім була розширена та вийшла вже у формі роману у 1953 році. У 1955 році видавництво «Ace Books» випустило ще одне видання цього роману, але з іншою назвою — «Парадоксальні люди» (англ. The Paradox Men). Набагато пізніше Гарнесс подякував редактору Дональду Воллгайму, який вигадав цю назву, бо «виявилося, що перед нею неможливо встояти».
1953 року вийшла його найвідоміша повість «Троянда» (англ. The Rose), яка була вперше опублікована у британському журналі «Автентична наукова фантастика». Повість не публікувалася у США до 1969 року.
Найвідомішими повістями Гарнесса є «Троянда», «Прикраса для його професії» (англ. An Ornament to His Profession), «Алхімік» (англ. The Alchemist) і «Глухий кут у часі» (англ. Stalemate in Time). Його повість «Нова реальність» (англ. The New Reality) назвали «найкращою науково-фантастичною історією про Адама та Єву». Його роман «Червоний світ» (англ. Redworld) — один з небагатьох науково-фантастичних романів, у якому всі герої — іншопланетяни.

## Визнання
Ідеї Гарнесса вплинули на багатьох письменників і він продовжував публікуватися до самої смерті. Неоднократно був номінований на найпрестижніші жанрові премії — «Г'юго» та «Неб'юла», 2004 року отримав звання Заслуженого автора фантастики.
- 1966 — Номінація на премію «Г'юго» за найкращу повість за повість «Алхімік»
- 1966 — Номінація на премію «Неб'юла» за найкращу повість за повість «Алхімік»
- 1966 — Номінація на премію «Г'юго» за найкращу коротку повість за повість «Прикраса для його професії»
- 1966 — Номінація на премію «Неб'юла» за найкращу коротку повість за повість «Окраса його професії»
- 1969 — Номінація на премію «Неб'юла» за найкращу повість за повість «Ймовірна причина»
- 1985 — Номінація на премію «Г'юго» за найкращу повість за повість «Літнє сонцестояння»
- 2004 — Номінація на премію «Ретро-„Г'юго“» за повість «Троянда»
- 2004 — Заслужений автор фантастики

## Вибрані твори

### Романи
- 1953 — «Політ у вчора» (англ. Flight into Yesterday),[7], інша назва — «Парадоксальні люди» (англ. The Paradox Men),[6] на основі повісті «Політ у вчора» 1949 року
- 1968 — «Кільце Рітонеля» (англ. The Ring of Ritornel)[5]
- 1978 — «Вовкоголовий» (англ. Wolfhead)[5]
- 1980 — «Каталізатор» (англ. The Catalyst)[7]
- 1981 — «Жар-птиця» (англ. Firebird)[7]
- 1982 — «Венеційський суд» (англ. The Venetian Court)[7]
- 1986 — «Червоний світ» (англ. Redworld)[7]
- 1988 — «Хроно» (англ. Krono)[7]
- 1990 — «Палаючі сни» (англ. Lurid Dreams)[7]
- 1991 — «Місячна справедливість» (англ. Lunar Justice)[7]
- 1999 — «Кінець гри п'яниці» (англ. Drunkard's Endgame)
- 2002 — «Цибела з люпинами» (англ. Cybele, With Bluebonnets)[5]

### Збірки
- 1966 — «Троянда» (англ. The Rose)
- 1998 — «Прикраса для його професії» (англ. An Ornament to His Profession)[7]

### Повісті
- 1948 — «Часова пастка» (англ. Time Trap)
- 1949 — «Політ у вчора» (англ. Flight into Yesterday)
- 1949 — «Глухий кут у космосі» (англ. Stalemate in Space), інша назва — «Глухий кут у часі» (англ. Stalemate in Time)
- 1950 — «Нова реальність» (англ. The New Reality)
- 1966 — «Алхімік» (англ. The Alchemist)
- 1968 — «Ймовірна причина» (англ. Probable Cause)
- 1984 — «Літнє сонцестояння» (англ. Summer Solstice)
- 2003 — «Обличчя» (англ. Faces)
- 2004 — «У катакомбах» (англ. In the Catacombs)
- 2006 — «Швидкісна залізниця Венеція—Рим» (англ. Venice—Rome—Direttissima)